# Cultura de Keszthely
La cultura de Keszthely fou creada pels habitants romanitzats de Pannònia als s. VI, VII, VIII i IX al voltant de Keszthely, una ciutat situada en l'actual Hongria occidental, a prop del llac Balaton.
Aquesta cultura florí sota el domini dels àvars, com a centre d'artesania (especialment en or) en una zona d'uns 1.000 km², on es parlava la llengua romànica pannona fins al s. XI (segons el lingüista romanés Alexandru Magdearu).

## Història
Pannònia, una província de l'Imperi romà d'Occident, quedà destruïda i despoblada per les invasions bàrbares d'huns, gèpides, àvars i altres.
L'historiador Theodore Mommsen calcula que Pannònia tenia uns 200.000 habitants de possible origen cèltic però totalment romanitzats en els temps de Constantí el Gran (a principis del s. IV), però després de dos segles en restaven només uns pocs milers al centre de Pannònia, al voltant de la part occidental del llac Pelso (llac Balaton) on hi havia uns llogarets fortificats (principalment Keszthely).
Els àvars reberen tribut d'aquests pannons romanitzats i no els van destruir perquè desitjaven els seus productes artesans per a la seua classe dirigent. Moltes peces artesanes dels àvars foren creades als llogarets de Keszthely-Fenékpuszta durant els s. vi, vii i viii.
Les fortificacions de Keszthely-Fenékpuszta es convertiren en centre d'una petita zona circumscrita en un radi de 30 km de diàmetre on es practicava la religió cristiana i s'hi han trobat les tombes de 6.000 pannònics romanitzats, moltes amb joieria i ric vestuari d'influència romana d'Orient.

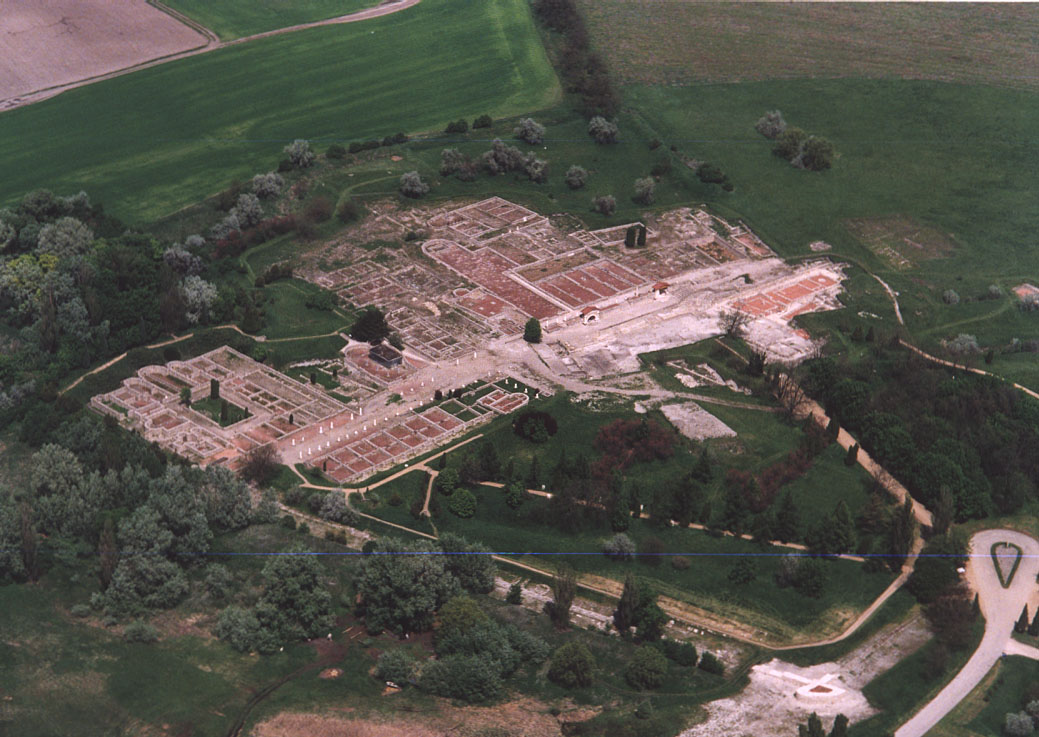
Fotografia aèria de Gorsium, Herculia, Tác, Hongria

Aquesta cultura es desenvolupà aïllada del món mediterrani neollatí fins que Carlemany derrotà els àvars i trobà (com afirma l'acadèmic Roger Remondon) "una població de llengua romanç que practicava la religió cristiana sense capellans ni litúrgia". Al segle ix, el castell de Fenékpuszta fou reconstruït pels francs, però amb l'arribada dels magiars (al segle següent) hi va desaparéixer tot vestigi de la cultura de Keszthely.

## Artesania
A les tombes del segles vi i vii, al voltant de les fortificacions de Keszthely-Fenékpuszta i de Sopianae (actual Pecz), s'han trobat vestits característics amb ornamentacions d'alta qualitat artesana.
Les dones foren sepultades amb arracades i fermalls de fina artesania àuria. Els fermalls tenien referències cristianes, amb creus gravades. Diverses agulles tenien forma d'ocell.
La tomba d'una rica jove tenia una espècie de barret decorat amb filaments auris i un anell d'estil parcialment romà d'Orient.
Aquest vestit característic dels pannons romanitzats es trobava a les tombes fins al segle ix, quan desaparegué i els morts s'enterraven en forma idèntica a la dels àvars. Això evidencia un clar procés d'assimilació que acabà amb la total extinció dels pannons romanitzats al s. X.

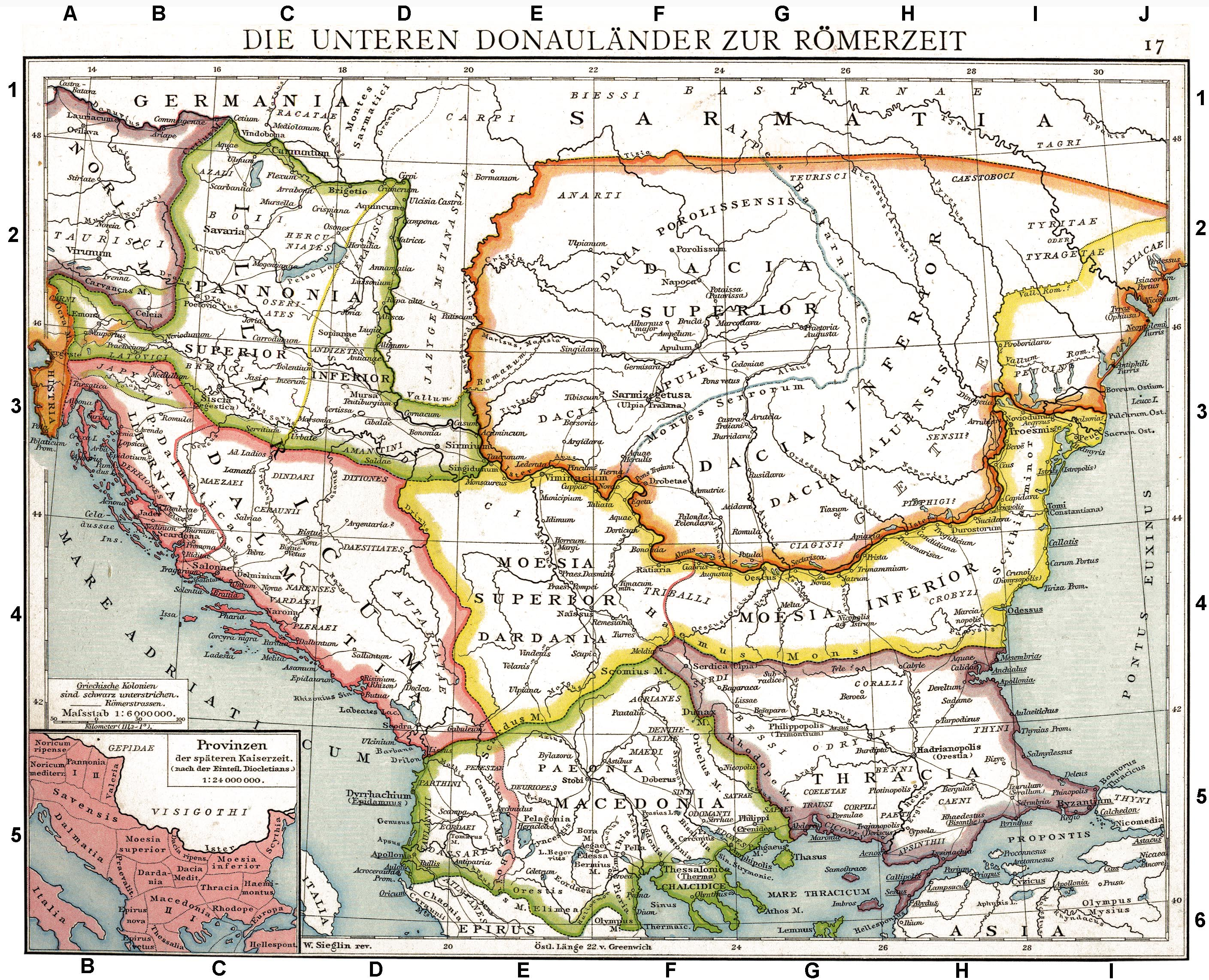
Pannònia romana i rodalia

## Llengua
No hi ha evidències escrites de la llengua romànica pannona usada en la cultura de Keszthely. Alguns lingüistes (com l'italià Carlo Tagliavini) la consideren una llengua indoeuropea centum, amb probables arrels cèltiques. El nom del llogaret fortificat Keszthely ve del llatí castellum 'castell'. El lingüista Julius Pokornyin (en Indogermanisches Etymologisches Wörterbuch) escrigué que la paraula * kestei (com es pronuncia en hongarés) és semblant a la paraula veneciana caestei, que ve del llatí castra i significa 'castell', i aquesta és una de les poques paraules supervivents de la llengua romanç pannona. Molts topònims a l'àrea del llac Balaton tenen arrels en l'extinta llengua dels pannons romanitzats.